# Ampasindavamijn
De Ampasindavamijn is een mijn in Madagaskar. De mijn is gelegen in de regio Diana. Het herbergt een geschatte 130 miljoen ton erts, met 0,08% zeldzame aardmetalen.